# Маунтбеттен, Дэвид, 3-й маркиз Милфорд-Хейвен
Дэвид Майкл Маунтбеттен (англ. David Michael Mountbatten; 12 мая 1919, Эдинбург, Шотландия, Великобритания — 14 апреля 1970, Лондон, Англия, Великобритания) — британский аристократ, 3-й маркиз Милфорд-Хейвен, 3-й граф Медина и 3-й виконт Олдерни с 1938 года. Участвовал во Второй мировой войне в качестве офицера флота.

## Биография
Дэвид Маунтбеттен принадлежал к побочной ветви Гессенского герцогского дома. Он был сыном Джорджа Маунтбеттена, 2-го маркиза Милфорд-Хейвена, а через него — правнуком одной из дочерей королевы Виктории. Двоюродным братом Дэвиду приходился принц Филипп, муж королевы Елизаветы II. Мать Дэвида, Надежда де Торби, была дочерью российского великого князя Михаила Михайловича и Софии фон Меренберг. Таким образом, 3-й маркиз Милфорд-Хейвен был праправнуком российского императора Николая I и поэта Александра Пушкина.
Маунтбеттен вырос в семейном поместье в Холипорте в Беркшире. Он дружил со своим кузеном Филипом: вместе с ним учился в Дартмутском военно-морском колледже, был его шафером на свадьбе в ноябре 1947 года. После смерти отца 8 апреля 1938 года Дэвид унаследовал титулы маркиза Милфорд-Хейвена, графа Медины и виконта Олдерни, стал членом Палаты лордов и главой дома Маунтбеттенов. Во время Второй мировой войны он служил на флоте. В 1942 году Маунтбеттен был награждён Орденом Британской империи за то, что провел эсминец «Кандагар» через минное поле в попытке спасти крейсер «Нептун». В 1943 году он получил крест «За выдающиеся заслуги» за участие в мальтийских конвойных операциях. В отставку Маунтбеттен ушёл в 1948 году. Он умер в 1970 году и был похоронен в Уиппингемской церкви на острове Уайт.

## Семья
3-й маркиз Милфорд-Хейвен был женат дважды: на Ромэн Далгрен Пир (женился в 1950, развелся в 1954) и на Дженет Мерседес Брайс (с 1960). Вторая жена родила ему двух сыновей — Джорджа и Айвара.